# Тотално квир
Тотално квир (енгл. Queer as Folk) америчко-канадска је телевизијска серија која се приказивала од 3. децембра 2000. до 7. августа 2005. године. Серија је продуцирана за Шоутајм енд Шоукејс (енгл. Showtime and Showcase) од стране Колвил Продакшонс (енгл. Cowlip Productions), Тони Џонас Продакшонс (енгл. Tony Jonas Productions), Темпл Стрит Продакшонс (енгл. Temple Street Productions) и Шоутајм Нетворкс (енгл. Showtime Networks), у сарадњи са Кроу Ентертејнмент (енгл. Crowe Entertainment). Серију су написали Рон Коуен и Данијел Липман, који су такође били и извршни продуценти заједно са Тонијем Џонасом, бившим председником телевизије Варнер Брос.
Заснована на истоименој британској серији коју је креирао Расел Т. Дејвис, Тотално квир је била прва једносатна драма на америчкој телевизији која је приказивала животе хомосексуалних мушкараца и жена. Иако постављена у Питсбургу у Пенсилванији, већи део серије је заправо снимљен у Торонту и запошљавао је разне канадске редитеље познате по свом независном филмском раду (укључујући Бруса Макдоналда, Дејвида Велингтона, Кели Мекин, Џона Грејсона, Џеремија Подесву и Мајкла Декарла), као и аустралијског режисера Расела Малкахија који је режирао пилот епизоду. Додатни писци у каснијим сезонама били су Мајкл Мекленан, Ефрем Сигер, Бред Фрејзер, Дел Шорс и Шон Постов.

## Премиса
Серија прати животе пет гејева који живе у Питсбургу, Пенсилванија — Брајана (Гејл Харолд), Џастина (Ренди Харисон), Мајкла (Хол Спаркс), Емета (Питер Пејџ) и Теда (Скот Лоуел); лезбијски пар, Линдзи (Теа Гил) и Мелани (Мишел Клуни); и Мајклове мајке Деби (Шерон Глес) и ујака Вика (Џек Ветерал). Још један главни лик, Бен (Роберт Гант), додат је у другој сезони.

## Филмска постава и ликови
Главни
- Гејл Херолд као Брајан Кини (у британској верзији: Ејдан Гилен као Стјуарт Алан Џоунс)

Брајан Кини: права секс машина. Са 29 година, живи живот од данас до сутра. Он је свој човек и верује у секс због чисте радости имања истог. Док он и Џастин имају везу без обавезе, Џастин је једини од његових сексуалних сусрета у кога се Брајан заљубио и једини са којим наставља секс након прве ноћи.
Зарађује за живот као директор маркетинга Вангарда, а касније гради своју компанију Кинетик, како ју је назвао Џастин. Док себе сматра да није део геј и лезбијске заједнице, учиниће све што може како би заштитио свог геј мушкарца или жену. Његов мото када је реч о стрејт људима: „На свету постоје две врсте стрејт људи — они који вас мрзе директно у лице и они који вас мрзе иза ваших леђа.”
- Ренди Харисон као Џастин Тејлор (у британској верзији: Чарли Ханам као Нејтан Малони)

Џастин губи невиност са Брајаном у доби од седамнаест година и заљубљује се у њега. Бежи од куће након што се аутује, пре свега зато што његов отац не прихвата његову сексуалност. Надимак Саншајн добио је од Деби због ведрог осмеха и веселог расположења. Џастин је на крају прве сезоне вређан на основу своје сексуалне оријентације, што је резултирало тиме да га је Брајан примио код себе током 2. сезоне. Талентовани уметник, Џастин накратко размишља да похађа пословну школу како би умирио свог оца, али на крају одлучује да похађа уметничку школу да би постао визуелни уметник. Он и Брајан настављају своју везу током пет сезона што на крају серије завршава просидбом. Џастин пристаје, али Брајан му говори да иде у Њујорк да се бави уметношћу јер ће тамо бити успешнији него што би био у Питсбургу.
- Хол Спаркс као Мајкл Новотни (у британској верзији: Крег Кели као Винс Тајлер)

Брајанов најбољи пријатељ још од пубертета, Мајкл потајно гаји осећаја према њему. Ужива у читању стрипова, нарочито авантура Капетана Астра. Он започиње серију као менаџер у робној кући Big Q, али на крају следи свој сан о отварању продавнице стрипова. Од 2. сезоне, он и Џастин креирају стрип Rage који је заснован на Брајану као лику Рејџ, Џастину као Џеј-Ти-ју (Џастин Тејлор) који је Рејџов љубавник и присан друг, а Мајкл као Зефир, Рејџов најбољи пријатељ/присан друг. Након помало олујне везе са старијим доктором Дејвидом Камеруном током прве сезоне, Мајкл се нашао у дугогодишњој вези са Беном Бракнером, ХИВ позитивним професором, а везу започињу током друге сезоне; Мајкл и Бен се на крају венчају пред крај четврте сезоне.
- Питер Пејџ као Емет Ханикат (у британској верзији: Ентони Котон као Александер Пери)

Емет је пореклом из Хазлехурста, Мисисипи, најкитњастији у групи. Пролази кроз неколико послова, укључујући продавца у продавници одеће Торсо, порно звезду, голу слушкињу, дизајнера забава и дописника локалне информативне станице, а упушта се и у бројне везе током серије.
- Скот Лоуел као Тед Шмит (у британској верзији: Џејсон Мерелс као Фил Дилејни)

Као рачуновођа са малим самопоштовањем који завиди Брајановом раскошном начину живота, Теда мушкарци константно одбијају у геј клубовима око Питсбурга и на крају се бори са зависношћу од кристалног мета. Неколико година је старији од Мајкла, Брајана и Емета. Има везу у 3. сезони са Еметом, као и везу са Блејком.
- Теа Гил као Линдзи Петерсон (у британској верзији: Естер Хол као Роуми Саливан)

Брајанов блиски пријатељ још од факултета, која постаје мајка Гаса, Линдзи ради као наставник уметности, али узима слободно време да се брине о свом сину. Њени ВАСП родитељи (енгл. White Anglo-Saxon Protestants, скраћено WASP; у преводу: бели англосаксонски протестанти) стиде се њене хомосексуалности и партнерства са Мелани.
- Мишел Клуни као Мелани Маркус (у британској верзији: Сејра Тод као Лиса Левен)

Линдзина јеврејска љубавница, који ради као адвокат. Мелани не воли Брајана, делом и зато што је Линдзи према њему нежна, али она ипак постаје пријатељски настројена према њему у каснијим сезонама. Она носи своје и Линдзидно друго дете, Џени Ребеку, чији је биолошки отац Мајкл.
- Роберт Гант као Бен Брукнер

Професор на факултету који од друге сезоне постаје дугогодишњи партнер Мајкла. Бен такође живи са ХИВ-ом. Мајклова мајка Деби испрва не пристаје на њихову везу јер се боји да ће се њен син заразити, али на крају схвата да Мајкл воли Бена и због тога га прихвата.
- Шерон Глес као Деби Новотни (у британској верзији: Дениз Блек као Хејзел Талер)

Деби је активна чланица ПФЛАГ-а (енгл. Parents and Friends of Lesbians and Gays, скраћено PFLAG; у преводу Родитељи и пријатељи лезбијки и гејева), жестоко поносна на хомосексуалност свог сина Мајкла, и то у мери у којој га је осрамотила због тога. Она према свим дечацима поступа као према својој породици, посебно према Џастину који кратко живи са њом након што побегне од куће. Она је такође један од људи који види разлог Брајановог шепурења и он што он у ствари јесте. Ради у Liberty Diner, а код куће се брине о свом болесном брату Вику.
- Џек Ведерхол као Вик Граси (у британској верзији: Енди Девин као Бернард Томас)

Да би помогао Деби да плати рачуне, Вик почиње да ради као кувар у ресторану у коме и она ради. Такође ради као достављач хране за Еметов посао планирања догађаја. Убрзо након свађе са Деби у четвртој сезони, умимер од компликација од АИДС-а.

## Културне импликације
Америчка верзија серије брзо је постала емисија број један на листи Шоутајма. Првобитни мрежни маркетинг емисије био је пре свега намењен геј мушкој (и донекле лезбијској) публици, али значајан сегмент гледалаца показао се као хетеросексуалне жене.
Преломни призори у серији, почевши од прве епизоде, која садржи прву симулирану сцену секса између два мушкарца која су приказана на америчкој телевизији (укључујући међусобну мастурбацију, анални секс и анилингус), мада блажу од сцене на којој је заснована у верзија у Великој Британији.
Упркос непосредним приказима употребе дроге и повременог секса у геј клубу, очекивано узнемирење десног крила, осим понеке опозиције, никада се није десило. Коуен и Липман су, међутим, признали 2015. године да су били изненађени одзивом неких четврти ЛГБТ заједнице, плашећи се негативних импликација које би могле произаћи из емисије.
Контроверзне приче које су истраживане у серији укључују следеће: каминг аут, истополни брак, репаративна терапија, рекреативно уживање дроге и злоупотребе (кокаин, метамфетамин, екстази, ГХБ, кетамин, канабис); геј усвајање, вештачка оплодња, вигилантизам, аутоеротска асфиксија, геј-бешинг, сигуран секс, ХИВ/АИДС, социосексуалност, крузинг (енгл. cruising), „купке”, серодискордација у односима, малолетна проституција, геј католички свештеници, дискриминација на радном месту на основу сексуалне оријентације, индустрија интернет порнографије и багчејсинг (енгл. bugchasing; ХИВ-негативни појединци који активно желе постати ХИВ-позитивни).
Серија је, с времена на време, уносиа шаљиве коментаре који се односе на њен имиџ у геј заједници. У неколико епизода приказиван је шоу унутар шоуа под називом Gay as Blazes, проста, тупа, лоше одглумљена политички коректна драма са којом се Брајан посебно није слагао и која је на крају отказана.
Делујући као једна од пионирских драма која приказује геј ликове из сложене перспективе, алтернативни медији и платформе унутар Азије такође су прихватили драму. У случају Јужне Кореје, квир филмски фестивали (први пут означен као „скандал” 1998. године) полако су прихваћени и чак популаризовани широм јужнокорејског друштва — Тотално квир као серија имала је значајну улогу када је приказана током фестивала 2000. године, нудећи наратив за алтернативни начин живота, посебно због поштовања према ЛГБТ заједници.
Стварна сексуална оријентација глумаца била је предмет спекулација у јавности. Током поновног окупљања филмске поставе серије 2015. године, глумци Гејл Херолд и Скот Лоуел рекли су да су одбили разговарати о својој сексуалности у штампи, бар током прве сезоне емисије, у настојању да смање дистракције, што је поткрепио Липман, који је говорио да током прве сезоне емисије, чак ни он није знао за њихову сексуалност у стварном животу.
У интервјуу за Larry King Live на Си-Ен-Ену 24. априла 2002. године, водитељ емисије Лери Кинг описао је Рендија Херисона и Питера Пејџа као гејеве, и Мишел Клуни, Роберта Ганта, Теу Гил, Gale Harold, Гејла Херолд, Скота Лоуела и Хол Спаркса као стрејт особе. Три месеца након интервјуа, Гант је у интервјуу за часопис The Advocate признао да је геј.
Године 2004, Гил, још увек венчан за Брајана Ричмонда у то време, признао је да је бисексуалан у интервјуу за Windy City Times. У међувремену, живот Шерон Глес као жене удате за мушкарца био је познат јавности још у време снимања серије, пошто се она венчала са Барнијем Розенцвајгом још 1991. године. Она је описана као стрејт жена.
У годинама откад је серија Тотално квир завршила са приказивањем на телевизији, Херолд, Харисон, Лоуел, Пејџ и Спаркс су отворено дискутовали о својој сексуалној оријентацији у разним геј публикацијама.